# 아스톨포

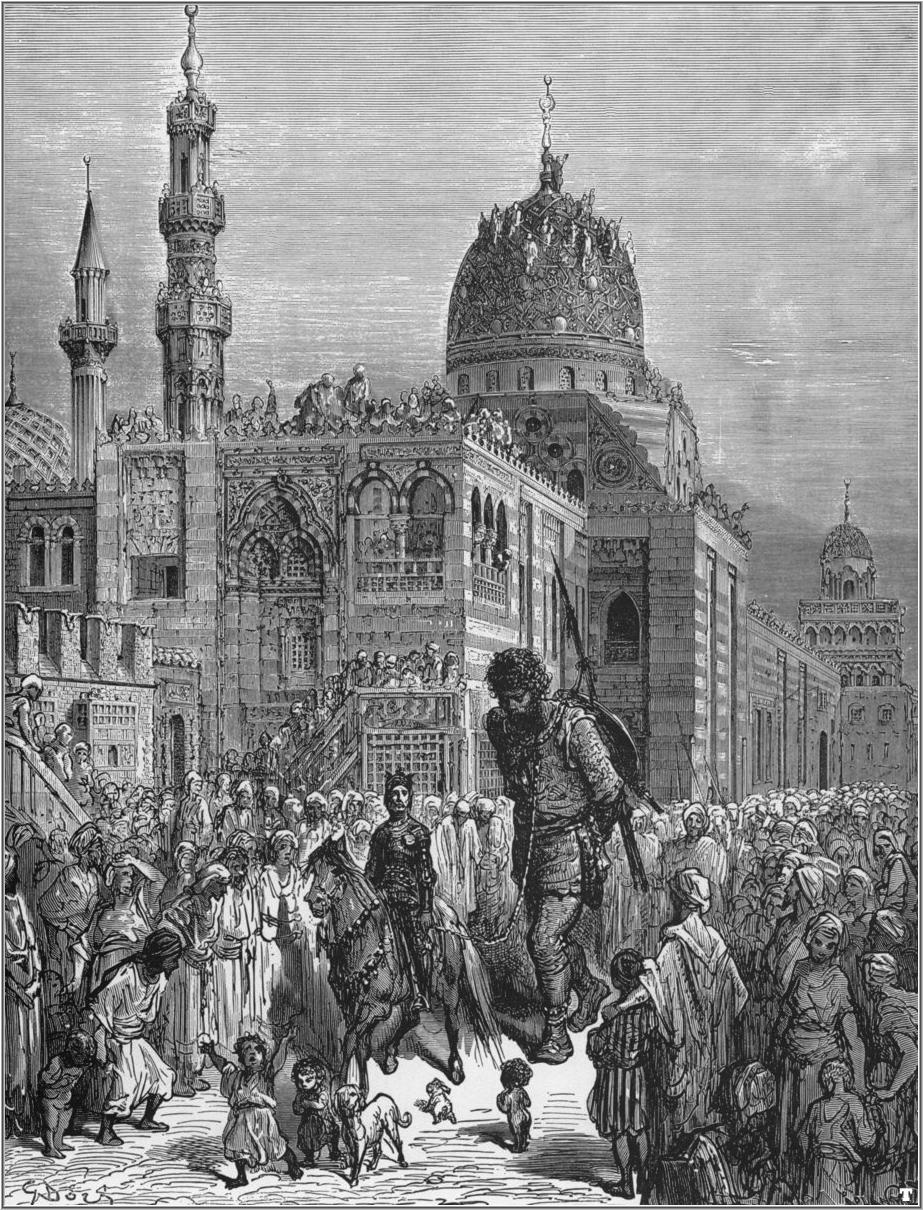
아스톨포와 칼리고란테

아스톨포(Astolfo, 또는 Astolpho, Estous, Estoult, Estouls)는 프랑스 이야기의 등장 인물로 샤를마뉴의 팔라딘 중 한 명이다. 그는 잉글랜드 왕 오토(샤를마뉴와 동시대의 머시아의 오파로 추정됨)의 아들이며, 롤랑과 리날도의 사촌이자 카롤루스 마르텔루스의 후손이다. 아스톨포의 이름은 고대 프랑스어 무훈시인 아이몬의 네 아들들The Four Sons of Aymon에서  처음 나왔지만, 그의 첫 등장은 14세기 초의 익명의 프랑코-베네치아 서사시 팜플로나의 상La Prize de Pampelune이었다. 이후 아스톨포는 루이치 풀치Luigi Pulci의 모르간테, 마테오 마리아 보이아르도Matteo Maria Boiardo의 올랜도 이나라토, 루도비코 아리오스토의 광란의 오를란도 같은 이탈리아 르네상스의 기사 문학에서 주요 등장인물로 등장했다.

## 이름의 유래
아스톨포의 이름은 Haist (불확실한 의미로, "격노한" 또는 "폭력적인"이란 뜻으로 추정된다.) 또는 ast ("막대", " 창 ")와 vulf (" 늑대 ")을 합성한 게르만 이름 Haistulf에서 파생되었다고 추정된다.

## 참고 문헌
- Ariosto, Ludovico; and Waldman, Guido (번역자) (1999년 1월 28일). 올랜도 퓨리오소 . 옥스퍼드.ISBN 0-19-283677-3 .

1. ↑  Peter Brand and Lino Pertile. The Cambridge History of Italian Literature. Cambridge: Cambridge University Press, 1996년, 168쪽.